# Chester (Montana)
Chester é uma cidade  localizada no estado americano de Montana, no Condado de Liberty.

## Demografia
Segundo o censo americano de 2000, a sua população era de 871 habitantes.
Em 2006, foi estimada uma população de 757, um decréscimo de 114 (-13.1%).

## Geografia
De acordo com o United States Census Bureau tem uma área de
1,2 km², dos quais 1,2 km² cobertos por terra e 0,0 km² cobertos por água.

## Localidades na vizinhança
O diagrama seguinte representa as localidades num raio de 44 km ao redor de Chester.